# Dolenja vas pri Polici
Dolenja vas pri Polici is een plaats in Slovenië en maakt deel uit van de gemeente Grosuplje in de NUTS-3-regio Osrednjeslovenska. De plaats telde 100 inwoners op 1 januari 2020.

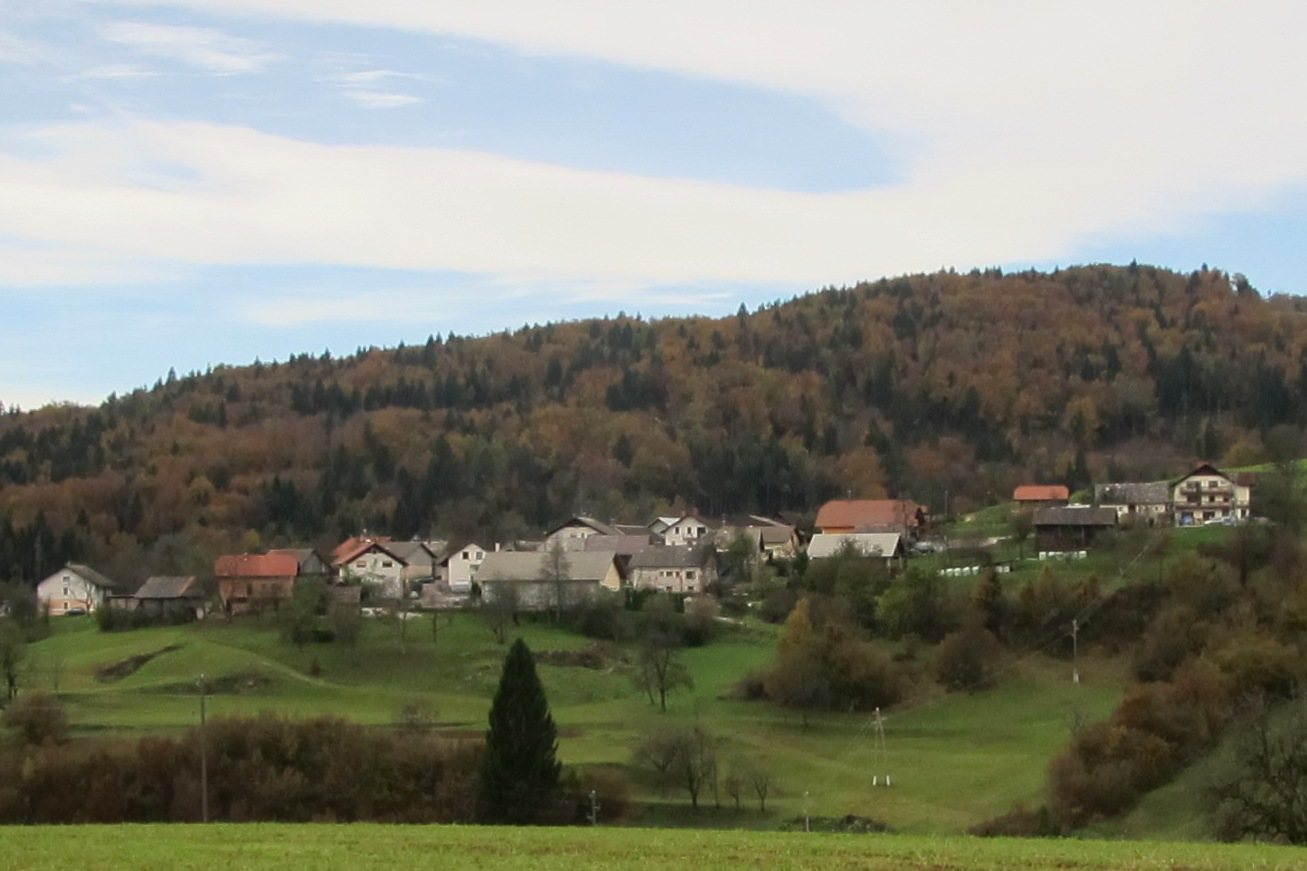
Dolenja vas pri Polici